# Santa Maria de Querol
Santa Maria de Querol és una església del municipi de Querol (Alt Camp) protegida com a bé cultural d'interès local.

## Descripció
L'Església parroquial de Santa Maria està situada a la part més alta del turó al voltant del qual s'estén el nucli de Querol. Té una estructura irregular, producte de les modificacions que ha experimentat al llarg del temps. És d'una sola nau amb capelles laterals, volta de canó apuntat a la nau i apuntat i de creueria a les capelles, i coberta de teula a dos vessants. L'absis és semioctogonal i presenta a la part inferior la sagristia. L'accés es realitza per una façana lateral que es troba davant del cementiri. Presenta prota d'arc de mig punt, adovellada, a la part inferior de la qual són visibles uns grans carreus regulars, segurament d'època romànica. Damunt la teulada s'eleva la torre de planta quadrada amb obertures d'arc de mig punt i coberta piramidal. L'església s'il·lumina mitjançant escasses obertures, algunes d'elles atrompetades.

## Història
L'origen d'aquesta església és d'època medieval, probablement del segle xii, quan el terme de Querol era propietat de Guerau Alemany de Cervelló. La complexitat de la seva estructura actual reflecteix les ampliacions i modificacions que ha anat experimentant al llarg del temps. La sagristia fou construïda probablement vers la fi del segle xviii.